# 굴곡위

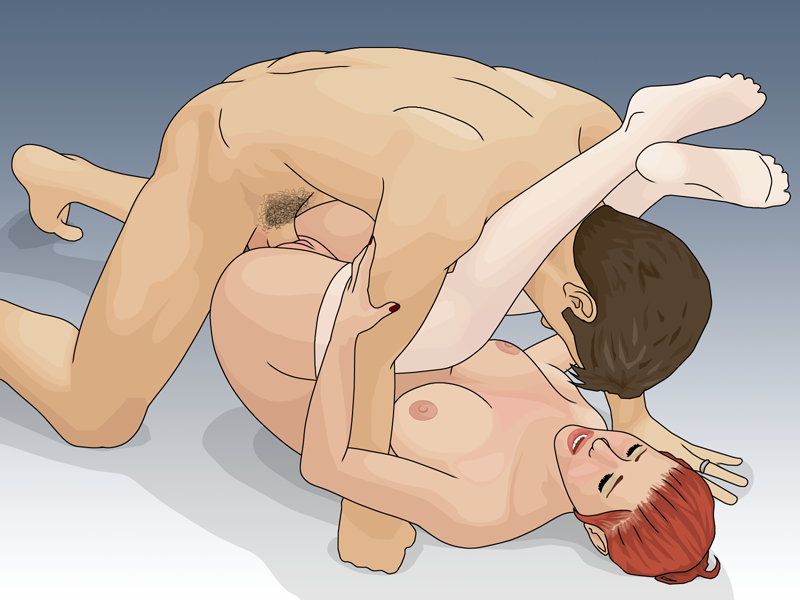
굴곡위

굴곡위(屈曲位)는 성교 체위의 일종이다. 새우처럼 몸을 굴곡시킨 여성의 위에서 남성이 체중을 걸면서 성기를 결합시키는 체위이다. 삽입이 일반 체위보다 더욱 깊다.